# Giacinto Dragonetti (vescovo)
Giacinto Dragonetti (L'Aquila, 1653 circa – L'Aquila, 20 dicembre 1730) è stato un vescovo cattolico italiano.

## Biografia
Nato intorno al 1653 all'Aquila nella nobile famiglia Dragonetti, il 4 giugno 1689 fu ordinato sacerdote ed entrò nella confederazione dell'oratorio di San Filippo Neri. Il 15 febbraio 1703 conseguì la laurea in filosofia e teologia all'Università "La Sapienza" di Roma.
Il 5 marzo 1703 fu nominato vescovo di Nusco da papa Clemente XI; l'11 settembre 1724 fu trasferito e nominato vescovo dei Marsi da papa Benedetto XIII e si installò il 21 novembre 1725. Dragonetti non amministrò la diocesi in prima persona, lasciando ad altri gli incarichi amministrativi; morì infatti all'Aquila nel 1730 e venne sepolto nella cappella di famiglia nella basilica di San Bernardino.